# Instituto Português da Juventude
O Instituto Português da Juventude foi um organismo pertencente à administração pública portuguesa, tutelado pela Secretaria de Estado da Juventude e do Desporto.
Este instituto foi reestruturado em 2007 pelo Decreto-Lei n.º 168/2007, publicado no Diário da República em 3 de maio de 2007
A 4 de agosto de 2011 é anunciada a sua fusão com o Instituto do Desporto de Portugal, resultando na criação do Instituto do Desporto e Juventude.

## Serviços
- Consulta dos Eventos Programados ou em Curso para a Juventude
- HEMICICLO — Jogo da Cidadania
- OTL — Programa de Ocupação de Tempos Livres (para Jovens)
- OTL — Programa Ocupação de Tempos Livres (Entidades Promotoras de Projetos)
- PAAJ — Programa de Apoio ao Associativismo Juvenil
- Programa Campos de Trabalho Internacionais (Entidades Promotoras de Projetos)
- Programa Campos de Trabalho Internacionais (Para Jovens Voluntários)
- Programa Férias em Movimento (Entidades Promotoras de Projetos)
- Programa Férias em Movimento (para Jovens)
- Programa Jovens Criadores (Arte e Cultura)
- Programa JUVENTUDE — Ação I (Entidades Promotoras de Projetos)
- RNAJ — Registo Nacional das Associações Juvenis